# デビッド・バーコウィッツ
デヴィッド・リチャード・バーコウィッツ （英語: David Richard Berkowitz)またはリチャード・デビッド・ファルコ (英語: Richard David Falco, 1953年6月1日 -)は「サムの息子」という異名でも知られるアメリカ合衆国の連続殺人者。彼は1976年から1977年にかけて、ニューヨークで.44口径のリボルバーを使用し、6人を殺害し、8人に重軽傷を負わせた。

## 人物
ニューヨーク・ブルックリン区の出身。本名はリチャード・デヴィッド・ファルコ(Richard David Falco)だったが、夫と別居状態にあった実母が不倫の末にもうけた子だったために生まれてまもなく養子に出されてファーストネームとミドルネームを入れ替えた新しい名を与えられた。
学校では問題児で、学習の意欲を無くすと共に非行に走るようになり、窃盗・放火癖を持つようになった。さらに、養母の病死に伴い養父が再婚したことにより、家庭とも疎遠になっていく。1971年にアメリカ陸軍に入隊し、ベトナム戦争への参加を拒否したために代わりとしてアメリカ国内の基地や韓国の米軍基地で勤務。現地の娼婦を相手に最初で最後となる性交を果たすが、性病を移されたことから女性に対する嫌悪感を抱くようになる。1974年に名誉除隊。その後は1977年に殺人罪で逮捕されるまで郵便局員として勤務。

## サムの息子事件

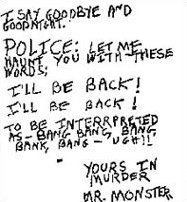
デビットが送った手紙

1976年から1977年にかけて、ニューヨークで若い女性やカップルら13人を.44口径の回転式拳銃であるチャーターアームズ・ブルドッグやショットガンで銃撃して5人を殺害、また1人を刺殺し、8人に重軽傷を負わせた。
被害者に性的暴行を加えておらず、金品も奪わなかったが「サムの息子(Son of Sam)」 という名でマスコミや警察に支離滅裂な内容の手紙を送りつけた。
1977年8月10日、ニューヨークに隣接するヨンカーズで逮捕される。その後、殺人とともに2000件あまりの放火を自供。デビットは日記に犯罪を克明に記していたため、無差別犯としては珍しく犯行の全貌が特定されている。
裁判では、弁護側は精神異常による無罪を主張したが、陪審は有罪を評決し、ニューヨーク州に死刑がなかったため懲役365年となった。

## その後
デビットは精神科医に対してのらりくらりと「悪魔の命令でやった」と答えていた。しかし、FBIから調査に訪れたロバート・K・レスラーに一喝されると萎縮し、悪魔崇拝は精神異常を装うための嘘であること、実際は女性に対する歪んだ欲望の発露として犯行に及んだことを認めた。
収監生活の中で聖書を読むうちにキリスト教への信仰に目覚め、犯行の詳細な自白、懺悔、そして被害者遺族への謝罪と賠償を始める。これによって、判決後も根強く存在しつづけた「複数犯説」「悪魔崇拝説」が否定された。仮釈放も自ら拒否し、2025年現在も模範囚として服役し続けている。

## 関連作品
- 『サマー・オブ・サム』 （映画） 監督：スパイク・リー 出演：ジョン・レグイザモ、エイドリアン・ブロディ、ミラ・ソルヴィノ 製作 アメリカ 1999年
- 『Gメン'75』第312話 「口紅連続殺人事件」（テレビドラマ、TBS・東映）